# زنان در اسپانیا
زنان در اسپانیا به نقش زنان در کشور اسپانیا می‌پردازد. وضعیت زنان در اسپانیا از اولین تاریخ، فرهنگ و هنجارهای اجتماعی این کشور شکل گرفته‌است. در سراسر اواخر قرن بیستم، اسپانیا از اسپانیای فرانکوئیستی (۱۹۳۹–۱۹۷۵)، که طی آن حقوق زنان به شدت محدود شده بود، به جامعه‌ای دموکراتیک که برابری جنسیتی یک اصل اساسی است، تغییر کرد. به این ترتیب، در طول دهه‌های گذشته موقعیت زنان در جامعه اسپانیا بسیار بهبود یافته‌است. تعداد زنان در جمعیت گسترده‌تر اسپانیا ۹۰۰۰۰۰ نفر از مردان بیشتر است که جمعاً گروهی ۲۴ میلیونی (تا ژوئیه ۲۰۱۷) تخمین زده می‌شود. کلیسای کاتولیک در اسپانیا تا پیش از ایجاد جدایی کلیسا از دولت در سال ۱۹۷۸ نقش عمده‌ای را با توجه به دیدگاه‌های رسمی در مورد نقش زنان در جامعه ایفا می‌کرد.

## نقش اجتماعی

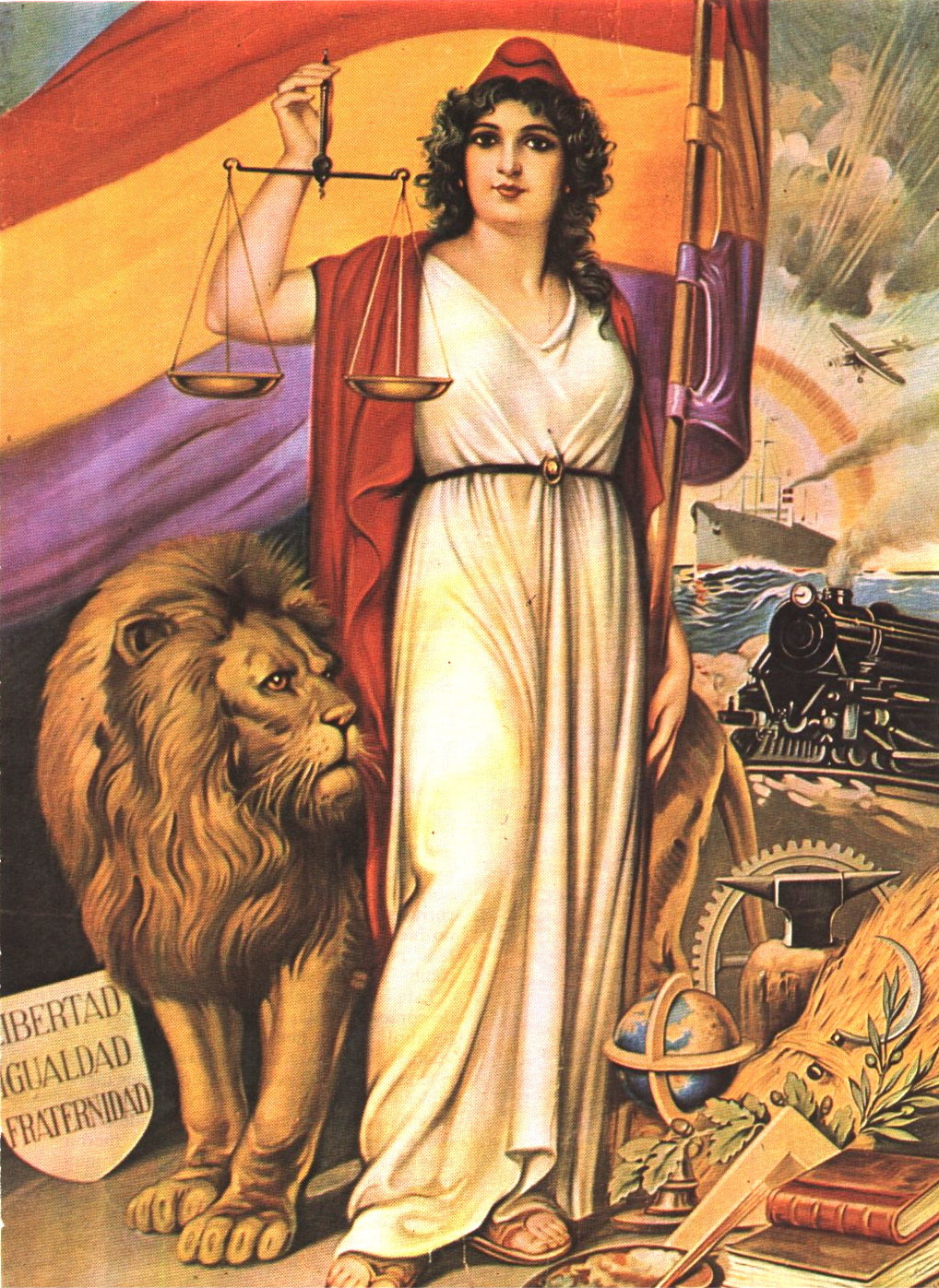
تمثیل جمهوری اسپانیا

در دوران فرانکوئیست، ارزشهای اجتماعی اسپانیایی یک موضع اخلاقی را تدوین کرد که با محدود کردن فرصت‌های شغلی و ممنوع کردن طلاق، پیشگیری از بارداری و سقط جنین، استانداردهای سفت و سختی را برای تمایلات جنسی زنان ایجاد کرد. بازگشت دموکراسی با تغییرات گسترده‌ای در وضعیت زنان همراه بود. در دنیای سنتی اسپانیا، زنان به ندرت وارد بازار کار ملی می‌شدند یا به مشاغل خود ادامه می‌دادند. در اواخر دهه ۱۹۷۰، حدود ۲۲ درصد از زنان بالغ کشور تا حدودی کمتر از ایتالیا و ایرلند، وارد نیروی کار شده بودند. تا سال ۱۹۸۴ این رقم به ۳۳ درصد افزایش یافت، سطحی که تفاوت چندانی با ایتالیا یا هلند نداشت. زنان هنوز کمتر از یک سوم کل نیروی کار را تشکیل می‌دادند و در برخی بخش‌های برجسته مانند بانکداری، این رقم به یک دهم نزدیک‌تر بود. یک نظرسنجی در سال ۱۹۷۷ نشان داد که وقتی از آنها پرسیده شد که آیا جای یک زن در خانه است در مقایسه با ۲۶٪ در بریتانیا، ۳۰٪ در ایتالیا و ۳۷٪ در فرانسه تنها ۲۲٪ از جوانان اسپانیا موافق آن بودند. مانع اصلی زنان در محل کار، فشار اجتماعی نبود، بلکه عواملی مانند نرخ بالای بیکاری و نبود مشاغل پاره وقت بود. زنان در اواخر دهه ۱۹۷۰ به برابری آموزشی با مردان دست یافتند. در سال ۱۹۸۳، تقریباً ۴۶ درصد از ثبت‌نام دانشگاه‌های اسپانیا را زنان تشکیل می‌دادند که ۳۱ درصد بالاتر از میانیگن در جهان و قابل مقایسه با سایر کشورهای اروپایی بود.
در اوج دوران فرانکوئیست، قانون اسپانیا علیه زنان متأهل تبعیض قائل شد. در قانون بدون تأیید شوهرش (که به آن اجازه ازدواج گفته می‌شود)، زن از اشتغال و مالکیت اموال منع می‌شد. این قانون همچنین تعاریف کمتری را از جنایاتی مانند زنا و ترک خدمت برای شوهران نسبت به زنان ارائه کرده‌است. در دوران فرانکو، اگرچه نقش زن به عنوان یک خانه‌دار تعریف می‌شد که برای مراقبت از کودکان مجبور بود تا حد زیادی از فضای عمومی اجتناب کند، حقوق قانونی بر فرزندان به پدر تعلق داشت. تا سال ۱۹۷۰، شوهر می‌توانست فرزند خانواده را بدون رضایت همسرش به فرزندخواندگی بدهد. اصلاحات قابل توجهی در این سیستم اندکی قبل از مرگ فرانکو آغاز شد و از آن زمان با سرعت زیادی ادامه یافت. اجازه ازدواج در سال ۱۹۷۵ لغو شد. قوانین علیه زنا در سال ۱۹۷۸ لغو شد. و طلاق در سال ۱۹۸۱ قانونی شد. در آن سال بخش‌هایی از قانون مدنی که مربوط به امور مالی خانواده بود نیز اصلاح شد.
همه ازدواج‌ها در اسپانیا باید توسط کلیسا تأیید می‌شد. از آنجایی که کلیسا طلاق را ممنوع می‌کرد، ازدواج تنها از طریق روش‌های دشوار فسخ نکاح امکان‌پذیر بود، که تنها پس از یک سری مراحل اداری طولانی و فقط برای افراد نسبتاً ثروتمند قابل دسترس بود. این محدودیت‌ها احتمالاً یکی از دلایل اصلی نتیجه یک نظرسنجی در سال ۱۹۷۵ بود که نشان داد ۷۱ درصد از اسپانیایی‌ها موافق قانونی کردن طلاق بودند. با این حال، از آنجایی که دولت تا سال ۱۹۸۲ در دست محافظه کاران باقی ماند، پیشرفت به سوی قانون طلاق کند و پر از درگیری بود. در تابستان ۱۹۸۱، کنگره نمایندگان (مجلس پایین کرتس خنرالس یا پارلمان اسپانیا) سرانجام با رای حدود ۳۰ نماینده اتحادیه مرکزی دموکراتیک (Union de Centro Democratico یا UCD) قانون طلاق را تصویب کرد. در نتیجه، اسپانیا یک قانون طلاق داشت که اجازه فسخ ازدواج را در کمتر از دو سال پس از جدایی قانونی شرکا می‌داد.
علیرغم این دستاوردهای مهم، ناظران انتظار داشتند که دستیابی به حقوق برابر برای زنان یک مبارزه طولانی باشد که در بسیاری از جبهه‌های مختلف انجام می‌شود. برای مثال، تا زمانی که در مورد یک پرونده در سال ۱۹۸۷ تصمیم‌گیری شد، دادگاه عالی اسپانیا به این نتیجه رسید که قربانی تجاوز به منظور راستی آزمایی صحت ادعای خود نیازی به اثبات این موضوع ندارد که برای دفاع از خود جنگیده‌است. تا قبل از آن پرونده مهم دادگاه، عموماً پذیرفته شده بود که یک زن قربانی تجاوز جنسی، برخلاف قربانیان جنایات دیگر، باید نشان دهد که «مقاومت» انجام داده‌است تا ثابت کند متجاوز را اغوا نکرده یا او را تشویق نکرده‌است.
در سال‌های اخیر، نقش زنان در اسپانیا به‌ویژه در سیاست و همچنین در بازار کار و سایر مناطق عمومی افزایش یافته‌است. قوانین جدید رسماً انواع تبعیض‌ها را از بین برده‌اند و حتی توسط برخی به عنوان تبعیض مثبت تلقی می‌شوند، اما بخش محافظه کار جامعه هنوز در فرهنگ ماچو ریشه دوانده‌است. با این حال، زنان اسپانیایی به سرعت به همتایان اروپایی خود نزدیک می‌شوند و نسل‌های جوان ماچیسم را منسوخ می‌دانند.
زنان در اسپانیا ۱۳ درصد در بخش دولتی و ۱۹ درصد در بخش خصوصی حقوق کمتری می‌گیرند. زنان در رسانه‌ها در نقش‌های سنتی به‌عنوان خانه‌دار و مادر و مطیع مردان به تصویر کشیده می‌شوند.

## خانواده
همان‌طور که کل جامعه اسپانیا دستخوش دگرگونی‌های عمده ای شد، سازمان زندگی خانوادگی نیز دچار تحولات اساسی شد. آزادسازی فضای سیاسی امکان تشکیل خانواده جایگزین را فراهم کرده‌است. در اواسط دهه ۱۹۹۰، زندگی مشترک در اسپانیا هنوز به عنوان یک پدیده حاشیه ای توصیف می‌شد، اما از دهه ۱۹۹۰، زندگی مشترک به‌طور چشمگیری افزایش یافته‌است. در سال ۲۰۱۵، ۴۴٫۴ درصد از تولدها خارج از ازدواج بوده‌است. دیدگاه‌ها در مورد خانواده سنتی نیز تغییر کرده‌است. در مطالعه ارزش‌های اروپایی (EVS) در سال ۲۰۰۸، درصد پاسخ‌دهندگان اسپانیایی که با این ادعا موافق بودند که «ازدواج یک نهاد قدیمی است» ۳۱٫۲٪ بود. در سال ۲۰۰۵، اسپانیا ازدواج همجنس گرایان را قانونی اعلام کرد.

## خشونت علیه زنان
پس از سقوط رژیم فرانکو، اسپانیا گام‌های زیادی برای رسیدگی به موضوع خشونت علیه زنان برداشته است. دیوان عالی در سال ۱۹۹۲ حکم داد که رابطه جنسی در ازدواج باید توافقی باشد و جنسیت در ازدواج باید در پرتو اصل آزادی تصمیم‌گیری در رابطه با فعالیت جنسی درک شود. با انجام این کار، محکومیت مردی که توسط دادگاه بدوی به تجاوز به همسرش مجرم شناخته شده بود، تأیید شد.